# Cr 91
Cr 91 è un piccolo ammasso aperto visibile nella costellazione dell'Unicorno.
Si individua a partire dalla Nebulosa Rosetta, andando per circa tre gradi in direzione sud-ovest; si può individuare anche con un binocolo, dato che le sue stelle sono di settima magnitudine. Uno strumento come questo è anche in grado di risolverlo completamente in stelle, senza traccia alcuna di apparente nebulosità. La componente più luminosa è HD 44333, una stella doppia di magnitudine 6,29; le altre stelle, circa una decina in tutto, sono comprese fra la settima e l'ottava grandezza.

### Opere generali
- A. De Blasi, Le stelle: nascita, evoluzione e morte, Bologna, CLUEB, 2002, ISBN 88-491-1832-5.

### Carte celesti
- Tirion, Rappaport, Lovi, Uranometria 2000.0 - Volume II - The Southern Hemisphere to +6°, Richmond, Virginia, USA, Willmann-Bell, inc., 1987, ISBN 0-943396-15-8.
- Tirion, Sinnott, Sky Atlas 2000.0, 2ª ed., Cambridge, USA, Cambridge University Press, 1998, ISBN 0-933346-90-5.
- Tirion, The Cambridge Star Atlas 2000.0, 3ª ed., Cambridge, USA, Cambridge University Press, 2001, ISBN 0-521-80084-6.